# قطعنامه ۲۱۱۰ شورای امنیت
قطعنامه ۲۱۱۰ شورای امنیت سازمان ملل متحد سندی بین‌المللی دربارهٔ وضعیت در عراق است. این قطعنامه طی نشست شورای امنیت سازمان ملل متحد در تاریخ ۲۴ ژوئیه ۲۰۱۳ میلادی با ۱۵ رأی موافق، ۰ مخالف و ۰ ممتنع به تصویب رسید.